# Unguibus et rostro
La locuzione latina Unguibus et rostro, tradotta letteralmente, significa con le unghie e con il becco.
Motto derivato dall'uso degli uccelli che normalmente si difendono con le unghie e con il becco. Nel linguaggio corrente la frase equivale al modo di dire italiano con le unghie e con i denti, che significa difendersi con ogni mezzo.
È il motto della città di Avignone e, nella forma Unguibus et rostris, anche della Nobile Contrada dell'Aquila di Siena.